# 14th Street (stacja metra na Sixth Avenue Line)
14th Street – stacja metra nowojorskiego, na linii F i M. Znajduje się w dzielnicy Chelsea w okręgu Manhattanu, w Nowym Jorku i zlokalizowana jest pomiędzy stacjami 23rd Street oraz West Fourth Street – Washington Square. Została otwarta 15 grudnia 1950.